# 잿머리 성황당
잿머리 성황당은 대한민국 경기도 안산시 단원구 성곡동에 있다. 1991년 11월 2일 안산시의 향토유적 제1호로 지정되었다.

## 개요
고려시대부터 전해져 내려오는 안산의 대표적인 성황당으로, 안산시에서 매년 10월 1일에 ‘잿머리 성황제’를 올리고 있는 곳이다. 당집은 화재로 새로 지었으며 정면 3칸 측면 1칸으로 되어 있으며 내부에는 홍씨부인 영정, 안씨부인 영정, 관음장군 영정, 대신 영정, 마태장군 영정, 용궁칠성 영정, 성황기 등이 보관되어 있다.